# Petit-duc de Wetar
Otus tempestatis
Espèce
Statut de conservation UICN

 LC  : Préoccupation mineure
Statut CITES
Le Petit-duc de Wetar (Otus tempestatis) est une espèce d'oiseaux de la famille des Strigidae.

## Répartition
Cette espèce est endémique de l'île de Wetar en Indonésie.

## Classification
Le nom valide complet (avec auteur) de ce taxon est Otus tempestatis (Harter, EJO, 1904).
L'espèce a été initialement classée dans le genre Scops sous le protonyme Pisorhina manadensis tempestatis Hartert, EJO, 1904,,.
Otus tempestatis a pour synonymes :
- Otus magicus tempestatis (Hartert, EJO, 1904) ;
- Otus manadensis tempestatis (Hartert, EJO, 1904) ;
- Pisorhina manadensis tempestatis (Hartert, EJO, 1904).

Le 8 janvier 2022, lors de la mise à jour 12.1 de sa classification de référence, l'Union internationale des ornithologues a décidé que le Petit-duc de Wetar n'était plus une sous-espèce du Petit-duc mystérieux (Otus magicus) mais une espèce à part entière.

### Publication originale
- (en) Ernst Hartert, « The birds of the South-West Islands Wetter, Roma, Kisser, Letti and Moa », Novitates Zoologicae, Londres, Walter Rothschild Zoological Museum, vol. 11,‎ 1904, p. 174–221 (ISSN 0950-7655, DOI 10.5962/BHL.PART.26832, lire en ligne).